# Lijst van burgemeesters van Ewijk
Dit is een lijst van burgemeesters van de voormalige Nederlandse gemeente Ewijk tot die gemeente op 1 juli 1980 opging in de gemeente Beuningen.
| Ambtsperiode | Naam burgemeester                                  | Partij of stroming | Bijzonderheden                                                                                 |
| ------------ | -------------------------------------------------- | ------------------ | ---------------------------------------------------------------------------------------------- |
| 18?? - 1838  | J.H. van Koolwijk                                  |                    |                                                                                                |
| 1838 - 1850  | A. Bloem                                           |                    |                                                                                                |
| 1850 - 1879  | Hendrik van Koolwijk (1800-1885)                   |                    |                                                                                                |
| 1879 - 1899  | Hendrik (H.) van Koolwijk Hz.                      |                    |                                                                                                |
| 1899 - 1919  | Willem (W.) Overmars                               |                    |                                                                                                |
| 1919 - 1931  | A.O.F.J.M. van Dijk                                |                    | eerder burgemeester van Batenburg                                                              |
| 1931 - 1945  | Willem (W.) Sprenger                               |                    |                                                                                                |
| 1945         | W.J.A.F.R. van den Clooster baron Sloet tot Everlo |                    | waarnemend                                                                                     |
| 1945 - 1946  | P.F.G.A. Geradts                                   |                    | waarnemend, tevens burgemeester van Beuningen                                                  |
| 1946 - 1966  | Willem (W.) Sprenger                               |                    |                                                                                                |
| 1967 - 1976  | F.M. Blessing                                      | KVP                |                                                                                                |
| 1976 - 1980  | Hans (J.G.M.) Lurvink                              | KVP                | waarnemend, burgemeester van Beuningen (1974-1985), later onder andere burgemeester van Geleen |